# Helen Hornbeck Tanner
Helen Hornbeck Tanner (5 tháng 7 năm 1916 - 15 tháng 6 năm 2011) là một nhà sử học và nhà hoạt động vì quyền của người Mỹ bản địa. Bà đã đại diện cho người Mỹ bản địa trong các vụ kiện pháp lý và nghiên cứu về các bộ tộc tại khu vực Ngũ Đại Hồ vào năm 1987. Năm 2006 bà được vinh danh trong Đại sảnh Danh vọng Phụ nữ Michigan.

## Cuộc sống cá nhân và học vấn
Tanner sinh ngày 5 tháng 7 năm 1916 tại Northfield, Minnesota, nhưng lớn lên ở Kalamazoo, Michigan. Năm 1937, bà tốt nghiệp trường Cao đẳng Swarthmore. Năm 1948, Tanner nhận bằng thạc sĩ tại Đại học Florida. Năm 1940, bà kết hôn với nhà tâm lý học Wilson Tanner và có bốn người con. Khi sống ở Ann Arbor, Michigan, bà hoàn thành chương trình tiến sĩ lịch sử tại Đại học Michigan. Tanner bắt đầu nghiên cứu về Lịch sử của người Mỹ bản địa ở Hoa Kỳ vào đầu những năm 1960 khi bà nhận thấy nhiều bản đồ bộ lạc ghi thiếu thông tin hoặc không rõ tên bộ tộc.

## Sự nghiệp
Từ năm 1962, Tanner tham gia 16 vụ kiện của Ủy ban Yêu cầu Bồi thường của Người da đỏ với vai trò nhân chứng chuyên môn. Trong số các vụ kiện này, bà đóng góp vào vụ Hoa Kỳ kiện Bang Michigan để bảo vệ quyền đánh bắt cá của người Mỹ bản địa ở khu vực Ngũ Đại Hồ. Tanner tổng hợp thông tin lịch sử về người Mỹ bản địa và hoạt động đánh bắt cá của họ. Dù các nhà sử học và nhân học phái nam thường không đánh giá cao công việc của bà, Tanner vẫn được coi là một chuyên gia và là người bạn của cộng đồng Ojibwe và Odawa sống quanh vùng Ngũ Đại Hồ.
Tanner đã làm việc tại Trung tâm Giáo dục Liên tục dành cho Phụ nữ thuộc Đại học Michigan trong bốn năm. Trong thời gian đó, bà đảm nhận vai trò phó giám đốc rồi sau đó trở thành giám đốc, hỗ trợ khoảng 2.000 phụ nữ. Bà cũng sáng lập một chương trình học bổng dành cho phụ nữ người Mỹ bản địa. Tanner giảng dạy tại Đại học Michigan và là nghiên cứu viên cao cấp tại Thư viện Newberry ở Chicago. Từ năm 1984 đến 1985, bà giữ chức giám đốc tạm thời tại Trung tâm Lịch sử Người Mỹ bản địa D'Arcy McNickle của Thư viện Newberry. Tanner còn là thành viên của Hiệp hội Lịch sử Dân tộc học Hoa Kỳ. Năm 2006, bà được vinh danh tại Đại sảnh Danh vọng Phụ nữ Michigan vì những đóng góp xuất sắc trong lĩnh vực lịch sử và bảo vệ quyền lợi cho người Mỹ bản địa.
Tanner nhận khoản tài trợ từ Quỹ Quốc gia Hỗ trợ Nhân văn, điều này giúp bà hoàn thành cuốn Atlas of Great Lakes Indian History (Tập bản đồ lịch sử các bộ tộc da đỏ vùng Ngũ Đại Hồ), xuất bản năm 1987. Margaret Ramirez từ tờ Chicago Tribune mô tả cuốn sách này là "nghiên cứu toàn diện nhất về các bộ tộc da đỏ trong khu vực". Ngoài ra, Tanner còn viết sách về các bộ tộc Caddo, người Ojibwe, và lịch sử Florida thuộc Tây Ban Nha vào đầu thế kỷ 18.
Ở tuổi 80, Tanner tham gia vụ kiện lớn Minnesota kiện Bộ tộc Mille Lacs của người Chippewa tại Tòa án Tối cao Hoa Kỳ năm 1999. Vụ kiện này liên quan đến việc người Ojibwe bị đối xử bất công trong hơn 100 năm do săn bắn, đánh bắt cá và thu hái trên vùng đất mà họ có quyền sử dụng theo các hiệp ước. Kết quả, tòa án đã phán quyết ủng hộ người Ojibwe.

## Qua đời
Tanner qua đời vào ngày 15 tháng 6 năm 2011 vì suy tim, hưởng thọ 94 tuổi, tại khu vực gần Beulah, Michigan.